# 金佛山耳蕨
金佛山耳蕨（学名：Polystichum jinfoshanense），为鳞毛蕨科耳蕨属下的一个植物种。